# Tjärnmyrans övnings- och skjutfält
Tjärnmyrans övnings- och skjutfält är ett militärt övnings- och skjutfält sydväst om Sollefteå.

## Historik
Marken som utgör övnings- och skjutfält anskaffades 1939. Förläggningen inrättades i Berghem i den ladugård som tillhört Tjärnmyrens gård, blev ”Vinkelladan”, en på fältet centralt belägen byggnad med matsal, diskrum, förläggning, värmestuga och förråd. År 1979 totalförstördes byggnaden, som även fungerade som genomgångslokal, genom en brand. En ny förläggning med målmaterielförråd, skjutsäkerhetscentral, skjutfältsexpedition och matsal uppfördes cirka 500 meter nordost i Starrpusten. Den nya förläggningen kom att kallas för "Nya Berghem". Under 1970-talet förändrades stridstekniken genom att armén moderniserades, vilket i sin tur krävde större övningsområden. Detta medförde att mer mark anskaffades i anslutning till den befintliga skjutfältet, som slutligen kom att omfatta cirka 1 800 hektar. År 2006 presenterades skjutfältsutredningens slutförslag, ledd av överstelöjtnant Lars Rune, där Tjärnmyran och Stormyran var två skjutfält som föreslogs för avveckling. Inför återetableringen av Västernorrlands regemente, konstaterades under 2020 att miljötillståndet för Tjärnmyrans liksom Stormyrans skjutfält fortfarande var aktivt och giltigt. Ytterligare markanskaffning kommer att krävas för att nyttja hela det tidigare skjutfältet. Ett arbete påbörjades 2022 för att möjliggöra nyttjandet av hela skjutfältet, som då inkluderar Stormyrans övnings- och skjutfält.
Den 11 augusti 2022 genomfördes den första skarpskjutningen på skjutfältet sedan Västernorrlands regemente återetablerades. Skarpskjutningen gjordes i samband med en förevisningsövning av tre PB-elever samt befäl från Anundsjö kompani och regementsstaben vid Västernorrlands regemente. Övnings- och skjutfältet kommer dock tillsvidare förvaltas av Norrbottens regemente. Vid T-banan, skjutbanan på skjutfältet, minskades antalet skjutplatser till 15 i samband med att Västernorrlands regemente avvecklades år 2000. Skjutbanan var dock i bruk och användes i begränsad omfattning av bland annat använts av Hemvärnet. Den 4 juni 2024 invigde regementschefen överste Jonas Karlsson ”nya” T-banan, det efter ett års byggtid och till en kostnad av drygt 20 miljoner kronor, då skjutbanan byggts ut från 15 till 40 skjutplatser, skyttepaviljongen har breddats och kulfånget har försetts med tak för att möjliggöra verksamhet året runt.

## Verksamhet
Genom försvarsbeslutet 2000 upphörde värnpliktsutbildningen i Sollefteå garnison, det kom att Västernorrlands regemente (I 21/Fo 23) och Ångermanlandsbrigaden (NB 21) avvecklades, samt att grundutbildningsbataljonen vid Norrlands trängkår (T 3) omlokaliserades till Östersunds garnison. Skjutfältet kom därefrer endast att användas av hemvärns- och frivilligorganisationer i Västernorrlands län. Efter försvarsbeslutet 2004 avvecklades Västernorrlandsgruppen i Sollefteå och den militära verksamheten i länet flyttades och koncentrerades till Härnösand. Skjutfältet fortsatte användas fram till 2008, då Högkvarteret beslutade att lägga fältet vilande och utfärdade ett verksamhetsförbud. Hösten 2018 rekognoserade Västernorrlandsgruppen möjligheterna för att åter kunna genomföra stridsskjutningar på Tjärnmyrens skjutfält. Även kommunerna i Västernorrlands län lyfte hösten 2019 fram Tjärnmyrans övnings- och skjutfält, i sitt arbete med att återetablera försvaret i Sollefteå. Som ett led i återetableringen av Västernorrlands regemente återtogs övnings- och skjutfältet för att öva den trupp som utbildas vid Västernorrlands regemente, men även för andra förband.

## Geografi
I skjutfältets södra del ligger Långbroberget, vilket är sedan 1980 ett naturreservat. Naturreservatet är 24 hektar stort och består av varierad barrskog där delar har gamla och grova tallar och granar.